# 小幡小平次

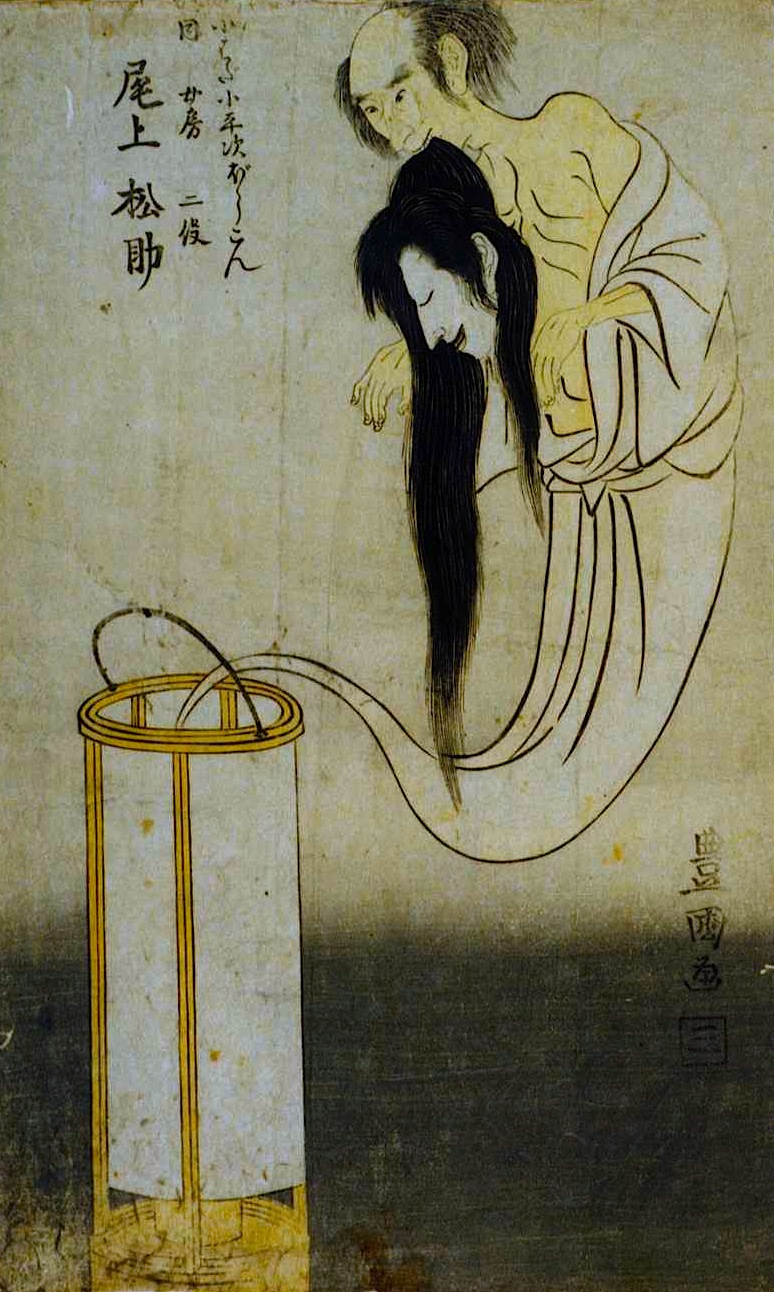
『彩入御伽艸』の小幡小平次
----
初代尾上松助の小幡小平次、文化五年 (1808) 閏六月八日江戸市村座初演。初代歌川豊国 画。

小幡 小平次（こはだ こへいじ）は、江戸時代の伝奇小説や歌舞伎の怪談物に登場する歌舞伎役者。幽霊の役で名をあげた後に殺害され、自分を殺した者のもとへ幽霊となって舞い戻ったという。創作上の人物だが、モデルとなった役者が実在したことが知られている。

## 概要
巷間に伝わる小幡小平次の奇譚が一つの物語として形を成すのは、享和3年 (1803) に江戸通油町僊鶴堂から出版された山東庵京伝作・北尾重政画の伝奇小説『復讐奇談安積沼』（ふくしゅう きだん あさかの ぬま）をその嚆矢とする。次いで文化5年 (1808) 閏6月に江戸市村座で初代勝俵蔵（四代目鶴屋南北）作の『彩入御伽艸』（いろえ いり おとぎ ぞうし）が初演され、今日に伝わる小幡小平次のあらましはこの2作によって決定的なものとなった。
近代の歌舞伎や演劇の原作としては、鈴木泉三郎が1924年に小幡小平次譚に基づき執筆した戯曲『生きてゐる小平次』が翌1925年の初演以降しばしば取り上げられ、落語の新作怪談物としても脚色されるなど、よく知られる作品となっている。

## 伝承

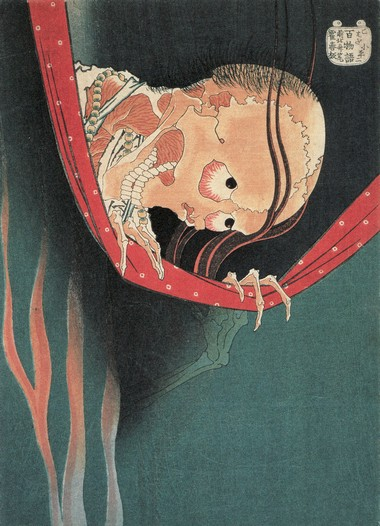
『百物語 こはだ小平二』
----
葛飾北斎画。

小平次は二代目市川團十郎の時代の江戸の役者だったが、芸が未熟なためになかなか役がつかなかった。小平次の師匠は彼を哀れんで金を握らせ、賄賂を使ってどうにか役を得るようにと言った。
ようやく小平次が得たのは、顔が幽霊に似ているとの理由で幽霊役だった。彼はこれを役者人生最後の機会と思い、死人の顔を研究して役作りに努めた。苦労の甲斐あって小平次のつとめる幽霊は評判を呼び、ほかの役はともかくも幽霊だけはうまいということで、「幽霊小平次」と渾名され人気も出始めた。
小平次にはお塚という妻がいたが、お塚は愚鈍な小平次に愛想を尽かし、鼓打ちの安達左九郎という男と密通していた。奥州安積郡（現・福島県）への旅興行に出た小平次は、左九郎から釣りに誘われるがままに一緒に安積沼へ行くと、そこで沼に突き落とされて命を落としてしまう。

左九郎は、これで邪魔者が消えたとばかり喜んで江戸のお塚のもとへ行くと、そこにはなんと自分が殺したはずの小平次がおり、床に臥せっていた。小平次は死んだ後に幽霊となって江戸へ舞い戻ったのだが、生前あまりにも幽霊を演じることに長けていたために、そこにいる小平次の幽霊は生きていたときの小平次と変わらないものだった。驚きおののく左九郎のもとに、その後も次々に怪異が起きる。左九郎はこれらすべては小平次の亡霊の仕業だと恐れつつ、ついには発狂して死んでしまう。お塚もまた非業の死を遂げた。

## 考証
江戸時代後期を代表する考証学者の山崎美成が文政3年 (1820) 6月から天保8年 (1837) 2月まで書き続け考証随筆『海録』には、難解な語句をはじめ当時著者が見聞きしたさまざまな巷説奇聞1700件が記されており、著者はその一つ一つに詳細な考証を加えている。それによると、この小幡小平次にはモデルとなった実在の旅芝居役者がおり、その名もこはだ 小平次だったという。彼は芝居が不振だったことを苦に自殺するが、妻を悲しませたくないあまり友人に頼んでその死を隠してもらっていた。やがて不審に思った妻に懇願されて友人が真実を明かそうとしたところ、怪異が起きたという。
またこれとは別に、実在した小平次の妻も実は市川家三郎という男と密通しており、やはりこの男の手によって下総国（現・千葉県）で印旛沼に沈められて殺されたという説もある。山東京伝はこの説に基いて小平次が沼に突き落とされて水死するという筋書きを考えたのかもしれないと考えられている。

## 小平次の祟り
歌舞伎の舞台では、怪談物をやる役者、それも残虐に殺されたり恨みを抱いて死んでいった者の亡霊をつとめる役者は、その亡霊が気を損ねて舞台で悪さをしないように、特に気を遣ってその霊を慰めることで知られている。『東海道四谷怪談』のお岩をつとめる役者は、初日の前と千秋楽の後に必ずお岩の墓に参ったり、また興行中も幕が引くとすぐに帰宅して夜遊びなどはしないといった慣習は、江戸時代の昔から今日にいたるまで少しも変わらない。
大南北が書いた『彩入御伽艸』や、それを下敷きにした後代の小幡小平次物の芝居の上演にあたっても、それをつとめる役者たちの間では、小平次の話をすると彼が祟って必ず怪事が起こると長く信じられていた。幽霊役はつとめる方も命がけだったのである。
なお威勢のいい江戸っ子の夏場の決まり文句に「幽霊が怖くってコハダが食えるけぇ！」というものがあったが、これは寿司の小鰭にこの小幡小平次をひっかけたものである。

## 絵画・映像・小説化
幽霊画
- 歌川国歳画『こはだ小平次』

映画
- 『生きている小平次』（1957年、東宝）
- 『怪異談 生きてゐる小平次』（1982年、ATG）

テレビドラマ
- 『怪談』第4話「雨の古沼」（1972年、NET） テレビドラマデータベース
- 『日本名作怪談劇場』第8話「怪談 夜泣き沼」（1979年、東京12チャンネル） テレビドラマデータベース

小説
- 京極夏彦『覘き小平次』（2002年）